# Footpad
Un footpad era un tipo de ladrón que atacaba a las personas que viajaban, se especializaba en víctimas peatonales. Fueron comunes en las islas británicas desde la época de Isabel I hasta el siglo XIX. Se les consideraba socialmente inferiores a los salteadores de caminos (que robaban a caballo), y a menudo se les consideraba delincuentes de poca monta, a diferencia de los salteadores de caminos, que a veces se hacían infames además de famosos. Este término se utilizó comúnmente desde el siglo XVI hasta el siglo XIX, pero poco a poco fue cayendo en desuso.
Los footpads siempre actuaban a pie y robaban a la gente después de asustarla. Solían actuar en la oscuridad, lo que aprovechaban para asustar a la víctima y huir sin ser vistos; algunos de estos delitos eran brutalmente violentos, aunque la mayoría los cometían por necesidad y preferían métodos más pasivos. 
Optaban por este método debido al alto precio de los caballos y al factor de incógnito de la oscuridad. Estas actividades solían llevarse a cabo en bandas.